# Jecza Péter

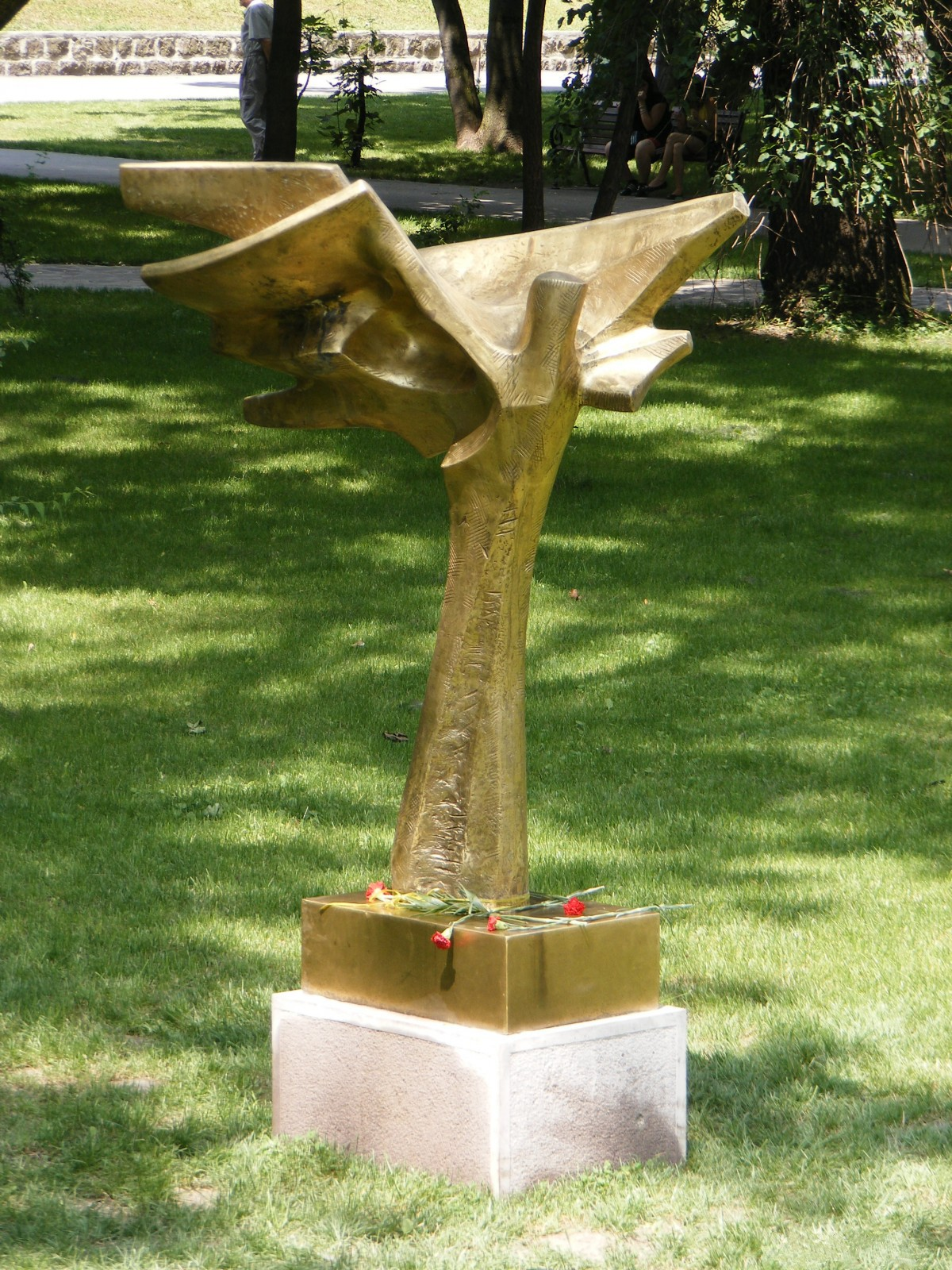
Niké II. előnézetben (Sepsiszentgyörgy, 2010)

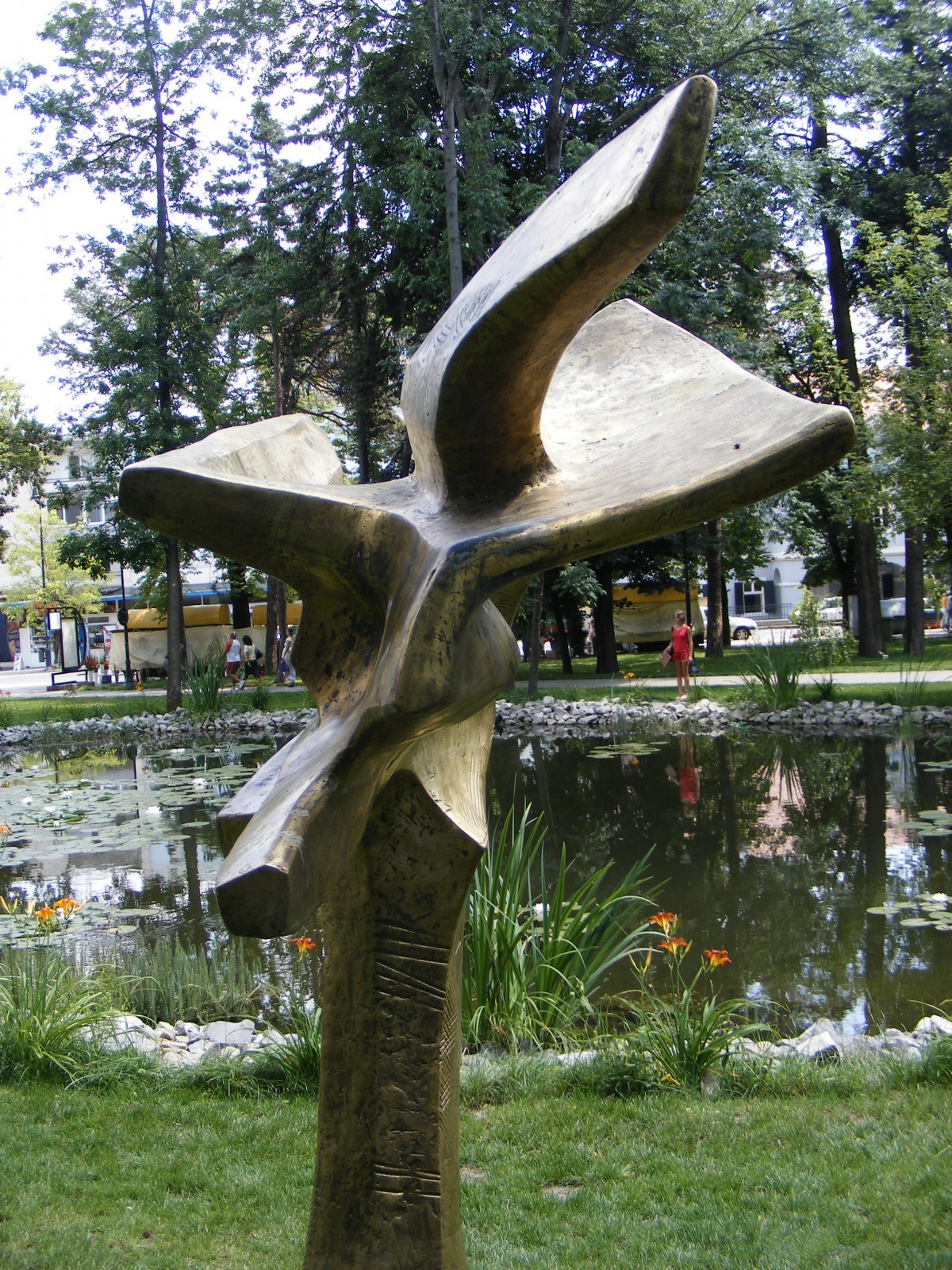
Niké II. oldalnézetben (Sepsiszentgyörgy, 2010)

Jecza Péter (Sepsiszentgyörgy, 1939. október 16. – Temesvár, 2009. március 24.) romániai magyar emlékműszobrász, Jecza Tibor öccse. A Magyar Művészeti Akadémia tagja (2005-től haláláig).

## Életpályája
A marosvásárhelyi Művészeti Középiskolában Izsák Márton, a kolozsvári Ion Andreescu Képzőművészeti Főiskolán Kós András, Romulus Ladea volt a tanára. Előbb a temesvári Pedagógiai Főiskolán, ill. a Temesvári Egyetem rajztanárképző karán tanított (1963–1979), majd a temesvári Traian Vuia Politechnikai Intézet építészeti karának adjunktusaként formatant adott elő. 1963-tól rendszeresen szerepelt a Temes megyei és az országos kiállításokon, öt nagyméretű faszobrát a Velencei Nemzetközi Biennálén mutatta be, 1979-ben pedig a Ravennai Nemzetközi Szobrászati Biennálén aranyéremmel tüntették ki Dante világa című kompozícióját. Egyéni kiállítást Bukarestben (1973), valamint az NSZK több városában rendezett, 1975-ben az NSZK Képzőművészeti Szövetségének állandó tagjává választották.
Monumentális alkotásai ékesítik a temesvári Ifjúsági Művelődési Ház homlokzatát, a karánsebesi új kórház előtti teret, valamint az orsovai és újszentesi római katolikus templomok külső falait és belső terét. Előszeretettel mintázta meg az irodalom, a tudomány és a történelem jeles egyéniségeinek jelképpé lényegülő vonásait. Elkészítette Franyó Zoltán (gipsz, 1964) és Dózsa György (gipsz, 1977) portréját, valamint Dimitrie Pompeiu (bronz, 1968), Bölöni Farkas Sándor (gipsz, 1972), Bartók Béla (gipsz, 1975), Romul Ladea (gipsz, 1972) mellszobrát. Kőrösi Csoma Sándornak, a nagy magyar Kelet-kutatónak adózó szobra Kovászna város főterét díszíti; Lázár Mihály munkásmozgalmi harcos mellszobrát a sepsiszentgyörgyi Szemerja lakótelepen állították fel; Dózsa György dálnoki szülőházának helyét az általa tervezett emlékoszlop jelöli.
Posztumusz, 2010-ben avatták fel Niké II. című térplasztikáját Sepsiszentgyörgy főterén, amely nem is annyira a győzelmet, hanem inkább a szabadgondolkodást szimbolizálja.

## Stílusa
Változatos plasztikai formákban rögzíti a kiegyensúlyozottság és a megbolygatott szimmetria, az ellentét és a harmónia, a mozgás és a nyugalom tömör alakzatait. Erősen stilizált, a mértani elemeket bátran felhasználó, a plasztikai gondolatok lényegére összpontosító művein a felületek és tömegek újszerű viszonylatait teremti meg.

## Díjak, kitüntetések
2009-ben, halála után, Temsvár díszpolgárává avatták.